# Le Quarante et unième (film, 1956)
Pour les articles homonymes, voir Le Quarante et unième (homonymie).
Pour plus de détails, voir Fiche technique et Distribution.
Le Quarante et unième (russe : Сорок первый, Sorok pervyï) est un film soviétique réalisé par Grigori Tchoukhraï en 1956.

## Synopsis
Au cours de la Guerre civile russe (1918-1921), une unité de l'Armée rouge en marche dans une région désertique du Turkestan fait prisonnier un officier blanc. Il doit être emmené à l’état-major par un détachement de trois soldats, parmi lesquels Marioutka, tireuse d’élite, qui a déjà abattu quarante gardes blancs. Le détachement subit une tempête sur la mer d’Aral ; Marioutka et le prisonnier trouvent refuge sur une île et dans cet isolement, vivent une histoire d’amour. Mais des gardes blancs débarquent sur l’île et Marioutka abat son prisonnier.

## Fiche technique
- Titre : Le Quarante et unième
- Titre original : Сорок первый (Sorok pervyï)
- Réalisation : Grigori Tchoukhraï
- Scénario : Grigori Koltounov, d'après une nouvelle de Boris Lavrenev[1]
- Image : Sergueï Ouroussevski - Couleurs
- Décors : Vladimir Kamski, Constantin Stepanov
- Musique : Nikolaï Krioukov
- Son : Leonid Boulgakov
- Production : Mosfilm
- Genre : Drame historique
- Durée : 87 minutes
- Date de sortie : URSS : 15/10/1956 ; France : 1957
- Ce film a été diffusé par la Télévision Française (R.T.F.) le 8 décembre 1963 (film du dimanche soir)

## Distribution
- Izolda Izvitskaïa : Marioutka
- Oleg Strijenov : le lieutenant Govoroukha-Otrok
- Nikolaï Krioutchkov : Evsioukov
- Nikolaï Doupak : Tchoupilko
- Petr Lioubechkine : Goujov
- Gueorgui Chapovalov : Terentiev
- Alexandre Gretchany : Prokopytch

## Accueil critique
Honoré à Cannes en 1957 pour « son scénario original, sa qualité humaine et sa grandeur romanesque », Le Quarante et unième reflète une sensibilité nouvelle dans le cinéma soviétique, marqué, comme dans d'autres domaines, par la déstalinisation et l'esprit du XXe congrès du Parti communiste de l'Union soviétique. « Au premier abord, on a l'impression de voir un drame intime, personnel. Mais même l'ombre de cette pensée est évacuée par le spectacle cruel et magnifique des sables du Karakoroum. Il n'est pas difficile d'imaginer qu'on aurait pu tourner cette histoire sur le mode mélodramatique (...) ou la geler dans le dogme édifiant. Mais dès le premier plan, c'est la vérité qui tient le centre du film », se félicite Valeria Guerasimova dans les Izvestia (18 octobre 1956). Elle poursuit : « Il est normal que le sentiment dominant chez Marioutka soit celui du devoir révolutionnaire. Mais son caractère a été enrichi de touches psychologiques, et il devient humain au sens fort. Le lieutenant blanc, passé au travers des épreuves mortelles (malade, il est soigné et sauvé par Marioutka) et se trouvant sur une île déserte, devient une sorte d'Adam. (...) Et c'est un tel homme et non "une canaille mielleuse" que Marioutka peut aimer. ».
C'est, sans doute, la raison pour laquelle, il ne faudrait nullement « juger à l'aune réaliste le traitement que Grigori Tchoukhraï et son scénariste (Koltounov) font subir aux héros de Boris Lavrenev. » Ils apparaissent, en réalité, comme « les projections de personnages vrais à l'origine, à travers la mentalité soviétique de 1956, particulièrement la jeunesse. Marioutka, la tireuse d'élite, à l'affection trop longtemps contenue, est la sœur de ces jeunes filles radieuses entrevues dans les films contemporains de Dovjenko et de Boris Barnet », prévient Louis Marcorelles.
Au-delà de l'idéologie officielle, Tchoukhraï décrit les « conflits naturels et pathétiques où peuvent se trouver enfermés les êtres engagés dans l'Histoire », nous dit Jean-Marie Carzou.

## Distinctions
- Prix spécial du Festival de Cannes 1957 (à l'unanimité)[5]

## Autre version
Reprise du film de Yakov Protazanov (1927).